# Mae West
Mary Jane "Mae" West (sinh: ngày 17 tháng 8 năm 1893 - mất: ngày 22 tháng 11 năm 1980) là một nữ diễn viên siêu sao, ca sĩ, nhà soạn kịch, biên kịch, diễn viên hài và biểu tượng tình dục Mỹ có sự nghiệp giải trí kéo dài bảy thập kỷ.
Được biết đến với khả năng chơi chữ đa nghĩa tình dục và độc lập tình dục, West đã tạo ra danh tiếng cho mình trong lĩnh vực tạp kỹ và sân khấu ở thành phố New York trước khi chuyển đến Hollywood để trở thành một diễn viên hài, diễn viên, và nhà văn trong ngành công nghiệp điện ảnh cũng như trên đài phát thanh và truyền hình. Vì những đóng góp cho nền điện ảnh Mỹ của bà, Viện phim Mỹ đã đưa tên West vào vị trí thứ 15 của Danh sách 100 ngôi sao điện ảnh của Viện phim Mỹ.

## Điện ảnh
| Năm  | Phim                  | Vai diễn                                        | Bạn diễn                                          | Đạo diễn             | Phòng thu                    |
| ---- | --------------------- | ----------------------------------------------- | ------------------------------------------------- | -------------------- | ---------------------------- |
| 1932 | Night After Night     | Maudie Triplett                                 | George Raft Constance Cummings Wynne Gibson       | Archie Mayo          | Paramount Pictures           |
| 1933 | She Done Him Wrong    | Lady Lou                                        | Cary Grant Owen Moore Gilbert Roland              | Lowell Sherman       | Paramount Pictures           |
| 1933 | I'm No Angel          | Tira                                            | Cary Grant Gregory Ratoff Edward Arnold           | Wesley Ruggles       | Paramount Pictures           |
| 1934 | Belle of the Nineties | Ruby Carter                                     | Roger Pryor Johnny Mack Brown Katherine DeMille   | Leo McCarey          | Paramount Pictures           |
| 1935 | Goin' to Town         | Cleo Borden                                     | Paul Cavanagh Gilbert Emery Marjorie Gateson      | Alexander Hall       | Paramount Pictures           |
| 1936 | Klondike Annie        | The Frisco Doll Rose Carlton Sister Annie Alden | Victor McLaglen Phillip Reed Helen Jerome Eddy    | Raoul Walsh          | Paramount Pictures           |
| 1936 | Go West, Young Man    | Mavis Arden                                     | Warren William Randolph Scott Alice Brady         | Henry Hathaway       | Paramount Pictures           |
| 1937 | Every Day's a Holiday | Peaches O'Day                                   | Edmund Lowe Charles Butterworth Charles Winninger | A. Edward Sutherland | Paramount Pictures           |
| 1940 | My Little Chickadee   | Flower Belle Lee                                | W.C. Fields Joseph Calleia Dick Foran             | Edward F. Cline      | Universal Pictures           |
| 1943 | The Heat's On         | Fay Lawrence                                    | Victor Moore William Gaxton Lester Allen          | Gregory Ratoff       | Columbia Pictures            |
| 1970 | Myra Breckinridge     | Leticia Van Allen                               | Raquel Welch John Huston Farrah Fawcett           | Michael Sarne        | 20th Century Fox             |
| 1978 | Sextette              | Marlo Manners Lady Barrington                   | Timothy Dalton Dom DeLuise Tony Curtis            | Ken Hughes           | Crown International Pictures |

## Sách tiểu sử
- West, Mae (1930). Babe Gordon. The Macaulay Company. (the novel on which The Constant Sinner was based)
- West, Mae (1932). Diamond Lil. Caxton House. (novelization of play)
- West, Mae (1970) [1959]. Goodness Had Nothing to Do with It. Prentice-Hall.
- West, Mae (1975). Mae West on Sex, Health and ESP. W. H. Allen. ISBN 0-491-01613-1.
- West, Mae (1975). Pleasure Man. Dell Pub. Co.
- West, Mae; Joseph Weintraub (1967). The Wit and Wisdom of Mae West. G. P. Putnam.